# Книга Бурой Коровы
«Книга Бурой Коровы» (Lebor na hUidre) — старейший из манускриптов (RIA MS 23 E 25) на ирландском языке, содержащий оригинальные ирландские тексты повествовательного характера. Хранится в Ирландской королевской академии. Сильно повреждён: сохранилось только 67 пергаментных листов, многие из текстов неполны. Название книги связано с легендой о том, что она написана на шкуре бурой коровы — любимой коровы святого Киарана, которая сопровождала его в школу.

## История
Была создана в монастыре Клонмакнойс, графство Оффали, тремя писцами, которые условно обозначаются A, M и H. Первоначальная версия манускрипта записана Маэлом Муйре мак Келехайром (возможно, «M»); второй писец, обозначенный «A», создал начало рукописи и первые страницы нескольких текстов. Согласно ирландским анналам, Маэл Муйре погиб во время набега викингов на Клонмакнойс в 1106 году, что позволяет определить самую позднюю дату создания манускрипта. Третий писец, обозначенный «H», добавил довольно большое количество новых текстов и эпизодов, иногда поверх стертого оригинала, иногда просто вставляя новые листы, скорее всего, в конце XII — начале XIII веков, предположительно до 1359 года, когда несколько членов семьи О’Доннел из Доннегала выкупили манускрипт у захватившего его Катала Ога О’Коннора из Слайго. Хронология написания рукописи и личности писцов до сих пор являются предметом дискуссии.
Книга была приобретена Академией в 1844 году за 1200 гиней. В 1870 году было выпущено факсимильное издание рукописи; в 1929 году осуществлено дипломатическое издание под редакцией Р. И. Беста и О. Бёргина.

## Содержание
Включает в себя саги всех четырех циклов ирландской мифологии, в том числе старейшую (неполную) версию «Похищения быка из Куальнге» (Уладский цикл), которая в сочетании с другой неполной версией из «Желтой книги Лекана» образует так называемую первую редакцию этой саги (TBC I), а также религиозные и исторические тексты.
Среди саг уладского цикла видное место занимает «Пир Брикрена» (конец утрачен), «Сватовство к Эмер», «Зачатие Кухулина», «Призрачная колесница Кухулина». К сагам мифологического цикла можно отнести «Разрушение дома Да Дерга», «Историю Туана, сына Карелла» и «Сватовство к Этайн» (часть страниц утрачена). Королевский цикл представлен сагами «Приключение Конлы» и добавленными интерполятором H — «Смерть Нат И», «Рождение Аэда Слане». На границе мифологического, королевского и цикла Финна находится серия саг о легендарно-историческом короле Монгане, жившем в начале VII века: его считали воплощением легендарного героя Финна мак Кумала. Христианские мотивы отражены в апокрифических текстах «Две скорби Царствия Небесного», «Шесть веков мира», «Сказание о Судном Дне», «Сказание о воскресении». Персонажи ирландской церковной истории являются героями текстов «Видение Адомнана» и «Чудо Колума Килле». «Чудо Колума Килле», поэма конца VI века, снабжена в «Книге Бурой Коровы» средневековым предисловием, глоссами и комментариями.